# Nëmda
La Nëmda (in russo Нёмда?) è un fiume della Russia europea centrale (oblast' di Kostroma e Ivanovo), affluente di sinistra del Volga.
Nasce dal versante meridionale delle alture di Galič, vicino al villaggio di Palkino, nella parte centroccidentale dell'oblast' di Kostroma; scorre dapprima verso oriente, successivamente assumendo direzione mediamente meridionale. Sfocia nel Volga dalla sinistra idrografica, in corrispondenza del bacino di Gor'kij.
La Nëmda è gelata, in media, da novembre a metà aprile. I maggiori affluenti sono la Šuja (lunga 170 km) proveniente dalla sinistra idrografica e il Kus' (86 km) dalla destra.